# Telegatti 2001
La 18ª edizione del Gran Premio Internazionale dello Spettacolo si è tenuta a Milano, al Teatro Ventaglio Nazionale, il 22 maggio 2001. Conduttori della serata sono stati il presentatore Gerry Scotti, affiancato da Maria De Filippi.
Quest'edizione è stata la prima ad avere una contestazione: Alessandro Cecchi Paone, conduttore di La macchina del tempo non ha gradito l'inserimento del suo programma assieme alla prima edizione del reality show Grande Fratello, che poi ha vinto nella categoria “miglior trasmissione di costume e cultura”. Fiorello vince tre statuette come personaggio maschile dell'anno e per le trasmissioni Stasera pago io e Festivalbar. È stata inoltre la prima edizione della storia di questa manifestazione (ad esclusione delle prime due edizioni, presentate da Mike Bongiorno con le annunciatrici Fininvest), ad essere presentata da due presentatori della stessa azienda, in quanto sia Scotti che la De Filippi appartenevano, come oggi, a Mediaset. Solitamente la cerimonia veniva presentata da un volto Rai ed uno Mediaset.
Ospiti della serata sono stati Liz Taylor, per il telegatto alla carriera, Sean Penn e Gérard Depardieu: Liz Taylor, rimasta evidentemente affascinata da Depardieu, gli chiede se è sposato; quest'ultimo risponde di sì e l'attrice commenta: «Peccato!». L'incasso della serata è stato devoluto all'Associazione per la Ricerca e Chirurgia Oncologica.

## Vincitori
I premi sono assegnati alle trasmissioni andate in onda l'anno precedente alla cerimonia. Di seguito vengono elencate le varie categorie di premi, e i rispettivi vincitori dell'anno.

### Personaggio femminile dell'anno
- Simona Ventura

### Personaggio maschile dell'anno
- Fiorello

### Telegatto alla carriera
- A Liz Taylor

### Trasmissione dell'anno
- Striscia la notizia, Canale 5

### Miglior film TV
- Padre Pio - Tra cielo e terra, Rai 1

### Miglior telefilm italiano
- Il bello delle donne, Canale 5

### Premio TV utile
- Trenta ore per la vita, Canale 5

### Miglior trasmissione di attualità e informazione
- Verissimo, Canale 5

### Miglior trasmissione di costume e cultura
- Grande Fratello, Canale 5

### Miglior trasmissione di giochi e quiz TV
- Chi vuol essere miliardario?, Canale 5

### Miglior talk show
- C'è posta per te, Canale 5

### Miglior trasmissione di satira TV
- Striscia la notizia, Canale 5

### Miglior trasmissione di varietà
- Stasera pago io, Rai 1

### Miglior soap opera
- Vivere, Canale 5

### Miglior trasmissione musicale
- Festivalbar 2000, Italia 1

### Miglior trasmissione sportiva
- 90º minuto, Rai 1

### Miglior trasmissione per ragazzi
- Disney Club, Rai 2

### Personaggio cult
- Robert Wagner

## Premi speciali
- Alla trasmissione Novecento
- All concorso Miss Italia
- A Gigi Proietti come grande attore di cinema e teatro
- A Sophia Loren

### Lettore di TV Sorrisi e Canzoni
- Alla signora Paola Tiziani

## Statistiche emittente/vittorie
- Rai 1   2 premi
- Rai 2   1 premio
- Rai 3     nessun premio

Totale Rai: 3 Telegatti
- Canale 5   10 premi
- Italia 1      1 premio
- Rete 4       nessun premio

Totale Mediaset: 11 Telegatti

## Un anno di TV in due minuti
Il video d'apertura di questa edizione con il meglio della televisione della stagione 2000/2001 è accompagnata dalla canzone Mambo No. 5 di Lou Bega.